# Шпицкоманды
Шпицкоманды (болг. Шпицкоманда) — добровольческие военизированные организации, которые совместно с армией и полицией участвовали в подавлении Сентябрьского восстания в Болгарии. Название происходит от обуви «шпиц», которую носили члены шпицкоманд.
Создание шпицкоманд было вызвано решением межсоюзнической военной комиссии в Болгарии, которое позволяло формировать добровольческие отряды, численностью не более 1000 человек, для поддержания общественного порядка перед угрозой коммунистических волнений. Первоначально шпицкомандам было запрещено использовать оружие, однако в 1923 году межсоюзническая военная комиссия выдала разрешение на мобилизацию дополнительных «добровольцев», главным образов офицеров запаса и резервистов.
Участники шпицкоманд отличились при обороне Берковица. Несмотря на то, что они были вынуждены отступить, защитники — в основном плохо вооружённые добровольцы — смогли захватить два красных флага.
Документально подтверждены случаи жестокого обращения участников шпицкоманд с пленёнными восставшими и мирными жителями.